# Пехівський заказник
Пе́хівський заказник — ботанічний заказник місцевого значення в Україні. Розташований на території Звенигородського району Черкаської області, квартал 43, виділ 1 Пехівського лісництва. 
Площа — 1 га, статус отриманий 12 січня 1982 року.